# Среднерогатская
Среднерога́тская — грузовая железнодорожная станция в Санкт-Петербурге на «южной портовой ветви» между станциями Предпортовая и Купчинская. Основана в 1914 году, названа по Средней Рогатке. От станции ответвляются пути примыкания на станцию Шушары и на станцию Шоссейная.
Расположена на юге Санкт-Петербурга, к северу от жилой части посёлка Шушары, между «пулковской» и «московско-витебской» развязками СПбКАД (тянется вдоль «внутреннего кольца» магистрали). Подъезды «южной ветви» к станции проходят по мостам над Пулковским шоссе, Московским шоссе и Витебским проспектом.
К юго-западу от станции в системе путепроводов развязки КАД с Пулковским шоссе (а также с платной дорогой М11) находится также пассажирская платформа Аэропорт Лужского направления.
Работающий в ночную смену на станции маневровый локомотив делится пополам со станцией Купчинская.
В XXI веке рядом со станцией возник новый жилой район с массовой застройкой, в котором была создана примыкающая к станции Среднерогатская улица.